# Jacinto Maia
Jacinto Maia (* 1972?; † 31. Januar 2007 in Dili, Osttimor) war ein Politiker aus Osttimor.
Maia zog bei den Wahlen zur verfassunggebenden Versammlung 2001 für die FRETILIN in das Nationalparlament Osttimors ein. Er gehörte zu den führenden Politikern im damaligen Distrikt Ermera. Kurz vor den Neuwahlen 2007 fühlte er sich nach einer Sitzung im Parlament unwohl und er wurde ins Krankenhaus gebracht, wo er im Alter von 34 Jahren starb.